# Guillaume de Marcillat
Guillaume de Marcillat (La Châtre, 1470 – Arezzo, 1529) è stato un pittore e maestro vetraio francese. 

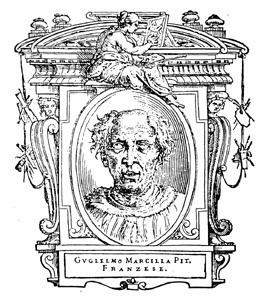
Guillaume de Marcillat (1470-1529)
Le Vite di Giorgio Vasari
quarta parte

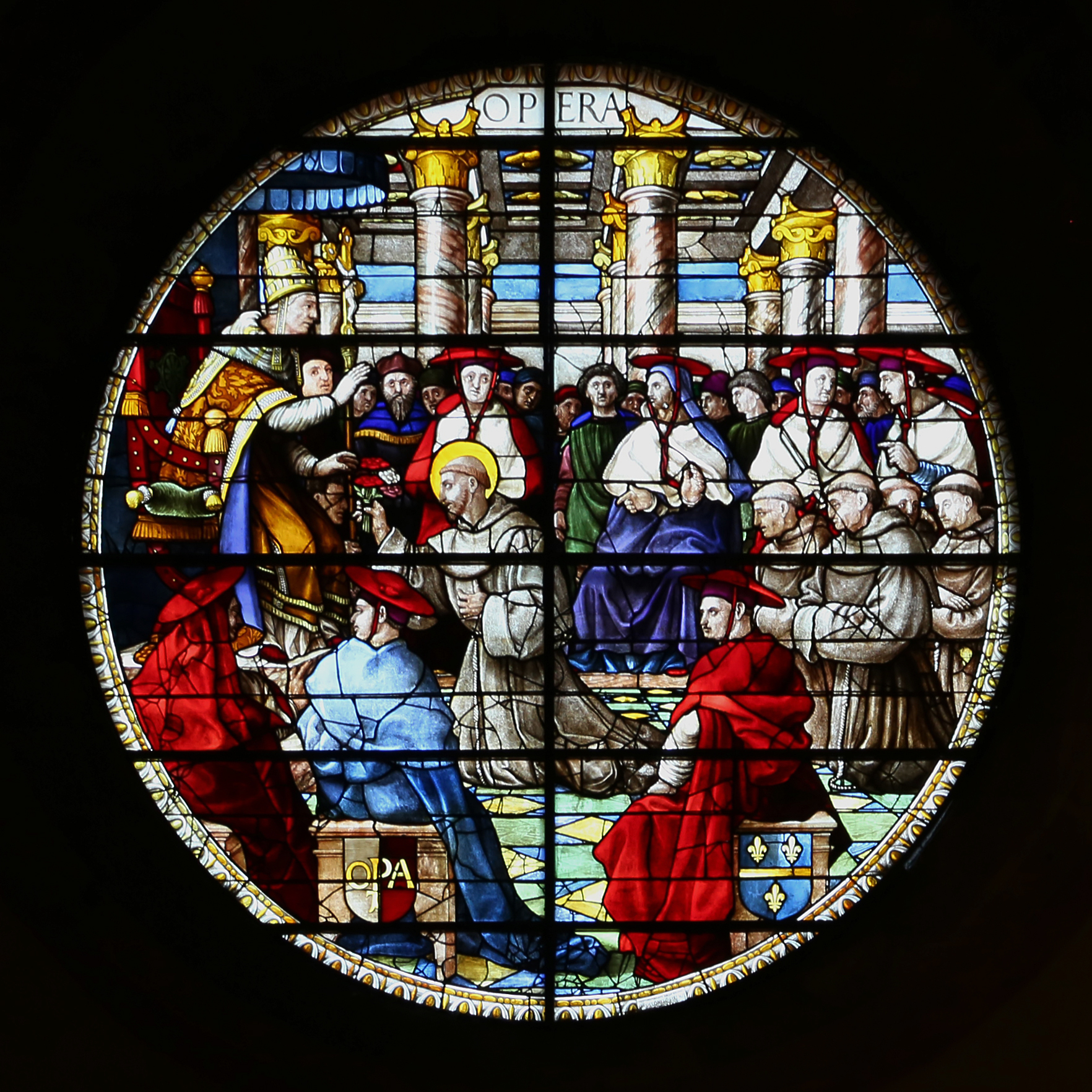
Rosone della chiesa di San Francesco, Arezzo: il santo presenta la regola al papa

Sebbene abbia realizzato anche alcuni affreschi fu soprattutto pittore di vetrate.

## Biografia
Nato a Marcillac, si distinse per la dote nel disegno. In gioventù per scampare a guai giudiziari, entrò nell'ordine domenicano, rimanendo tuttavia in attività come artista, specializzandosi nella creazione di vetrate. Su richiesta del Papa, si trasferì con un collega in Italia e lavorò inizialmente nei palazzi papali a Roma (1505), dove fu tra i collaboratori di Raffaello nelle Stanze Vaticane. Purtroppo gran parte delle sue vetrate furono distrutte durante il sacco di Roma del 1527 per ricavare piombo per gli archibugi.
Le sue opere più importanti si trovano a Cortona, dove fu invitato dal cardinal Passerini e, soprattutto, ad Arezzo dove realizzò molte delle vetrate del duomo. Sempre nel duomo dipinse gli affreschi della volta. Per la chiesa di San Francesco realizzò il rosone. Stimatissimo e molto lodato in Arezzo, fu considerato come un cittadino acquisito e ivi morì a 62 anni.
Con lui l'arte della vetrata non fu più essenzialmente decorativa ma accolse le caratteristiche di pittura vera e propria.
Suo principale allievo fu Pastorino dei Pastorini, a cui l'artista francese lasciò in eredità secondo il Vasari "i vetri e le masserizie da lavorare et i suoi disegni".

## Opere principali
Vetrate:
- Vetrate, raffiguranti episodi della vita di Maria e Gesù (1509), basilica di Santa Maria del Popolo a Roma
- Vetrata, raffigurante Santa Lucia e San Silvestro papa (1517), Duomo di Arezzo
- Occhio con la Pentecoste (1518), Duomo di Arezzo
- Battesimo di Gesù (1519), Duomo di Arezzo
- Chiamata di San Matteo (1520), Duomo di Arezzo
- Resurrezione di Lazzaro (1520), Duomo di Arezzo
- Gesù caccia i mercanti dal Tempio (1524), Duomo di Arezzo
- Cristo e l'adultera (1524), Duomo di Arezzo
- Deposizione (1526), palazzo Capponi delle Rovinate, Firenze